# دانييل سميث
دانييل سميث (بالإنجليزية: Daniel Smith )‏ (و. 1748 – 1818 م) هو سياسي، من الولايات المتحدة الأمريكية، ولد في مقاطعة ستافورد، كان عضوًا في الحزب الجمهوري الديمقراطي، توفي في هيندرسونفيل، عن عمر يناهز 70 عاماً.

## مناصب
تولى منصب عضو مجلس الشيوخ الأمريكي.

## التعليم
تعلم في كلية وليام أند ماري.